# Le Sourire (tijdschrift)
Le Sourire was een Frans geïllustreerd tijdschrift dat werd uitgegeven tussen 1899 en 1940. 
Het was een van de vele luchtige Parijse tijdschriften die voor en tijdens de Tweede Wereldoorlog verscheen met tekeningen van semi-geklede demoiselles, evenals verhalen en grappen van soortgelijke aard. Deze tijdschriften waren enorm populair, zowel voor, na en tijdens de oorlog en heel onschuldig was hun commentaar, ondanks de reputatie die zij genoten in het buitenland. Gedegen Angelsaksen en Amerikanen in het bijzonder dachten dat dergelijke publicaties tot een dreigende morele vernieling zouden leiden en waarschuwden tegen hun verschijning. 
In het algemeen, probeerden tijdschriften zoals 'le Sourire' om oorlogsgerelateerde onderwerpen ver van zich te houden, maar met Franse patriottische publicaties wisten ze wat hun plicht was. Soldaten van alle nationaliteiten, konden een  adoptieverzoek aan een peetmoeder vragen.  Deze mooie, vrolijke en gevoelige dames zouden dan een correspondentie gaan voeren met hun adoptieve godenzonen, en hopelijk zou er iets dieper kunnen opbloeien door die correspondentie.